# Pimelodendron
Pimelodendron es un género de plantas con flores perteneciente a la familia Euphorbiaceae. Comprende 4 especies conocidas encontradas en Malasia. Stomatocalyx Müll.Arg. es sinónimo de este género. Es originario del Asia tropical y el norte de Australia.

## Descripción
Son pequeños o grandes árboles con la corteza roja y marrón. Los árboles tienen puntos blancos o amarillos que exudan látex.

## Taxonomía
El género fue descrito por Justus Carl Hasskarl y publicado en Verslagen en Mededeelingen van de Afdeeling Natuurkunde; Koninklijke Akademie van Wetenschappen 4: 140. 1856. La especie tipo es: Pimelodendron amboinicum

## Especies
- Pimelodendron amboinicum
- Pimelodendron griffithianum
- Pimelodendron macrocarpum
- Pimelodendron zoanthogyne

## Taxonomy note
Pimelodendron dispersum es excluido de este género, es un sinónimo de Actephila excelsa var. javanica. Pimelodendron naumannianum es considerado como un sinónimo de Pimelodendron amboinicum.